# Nadelbüchlein

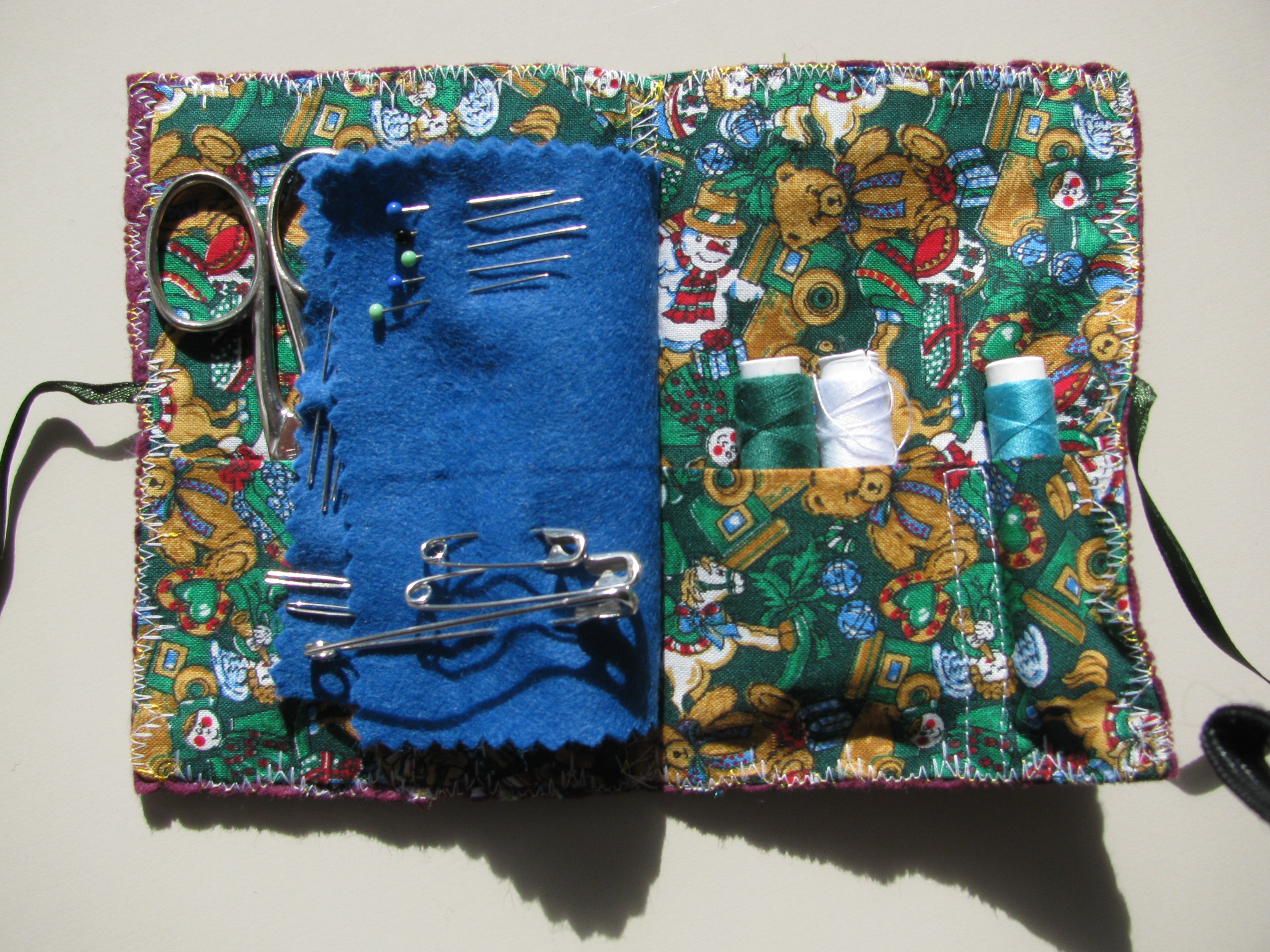
Das Innere eines mit der Nähmaschine hergestellten Nadelbüchleins

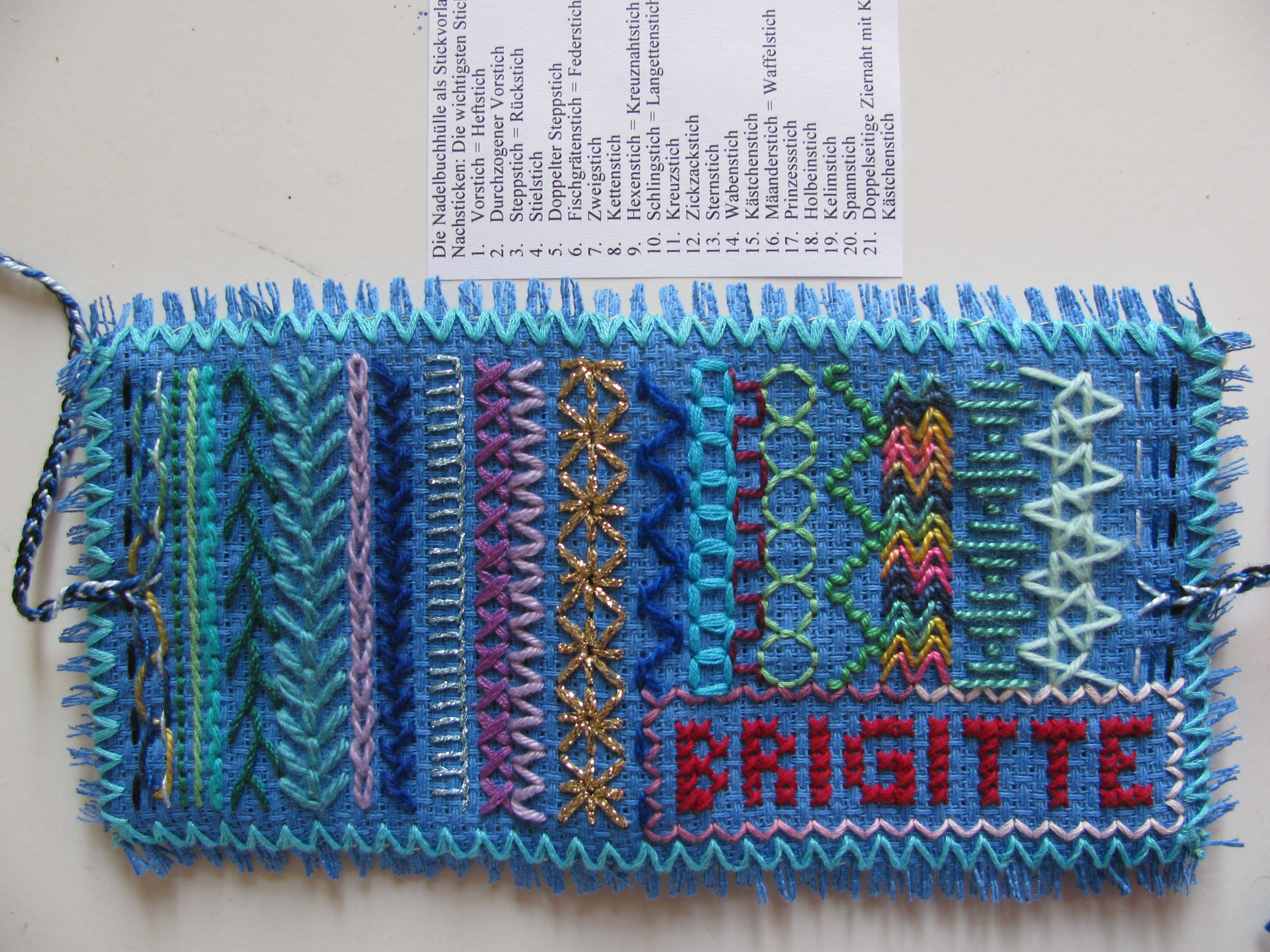
Das Äußere eines von Hand hergestellten, geöffneten Nadelbüchleins, mit den wichtigsten Stickstichen und Besitzernamen verziert. Größe 10 × 20 cm.

Das Nadelbüchlein (auch Nadelbuch, Nadeletui, Nadelheft, Nadelmappe, Nadelschutzhülle, Nähnadelbriefchen, englisch: Needle case, Needlecase) ist ein kleines, handliches, praktisches, oft dekoratives Nähutensil zum sicheren Aufbewahren von Näh-, Stopf-, Stick- oder Stecknadeln. Früher benutzte man zum Aufbewahren der Nadeln ein röhrenförmiges Nadeletui aus Elfenbein, Holz, Knochen oder Metall. Heutzutage besitzt das Nadeletui meist die Form eines Büchleins und besteht aus Stoff.

## Beschreibung
Die Außenseite eines Nadelbüchleins besteht aus einem beliebigen, einfarbigen oder gemusterten Stoff. Meist ist es bestickt oder mit Applikationen verziert, insbesondere bei Stücken, die selbst hergestellt wurden. Die Vorderseite ist im Allgemeinen – wie beim Buch auch – von der Rückseite zu unterscheiden durch eine aufwändigere Gestaltung. Ein Verschluss an den Schmalseiten kann aus einem Druckknopf bestehen, einer Schlaufe mit Knopf, oder zwei Kordeln oder Bändern, die sich zu einer Schleife binden lassen. Das Nadelbüchlein kann mit einem leichten Futterstoff oder mit Volumenvlies, bzw. Vlieseline zum Einbügeln, gefüttert sein, damit es stabiler ist.

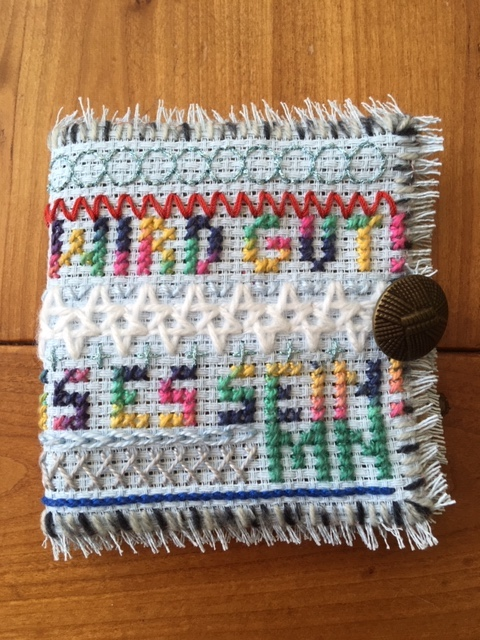
Das Äußere eines von Hand hergestellten, geschlossenen Nadelbüchleins, mit Text und Namensinitialen versehen.

Die Innenseite besteht aus einem weichen Stoff wie Filz, Flanell oder Fleece, in den man die Nadeln leicht einstechen kann. Es können mehrere Lagen vorhanden sein, um viele Nadeln aufzunehmen oder verschiedene Nadeln geordnet aufzubewahren. Der Vorteil des Nadelbuchs ist nämlich, dass die Nadeln übersichtlich nebeneinander liegen und somit leicht die Benötigte gefunden werden kann. Auch lassen sie sich leichter entnehmen als aus einer Dose, bei der immer die Gefahr besteht, sich zu stechen.
Für kleine Haushalte oder Reisen kann das Nadelbüchlein mit Innentaschen ausgestattet sein. Diese können eine kleine Schere, etwas Nähgarn und evtl. einige Knöpfe enthalten.

## Historische Nadeletuis
Früher waren Nähnadeln kostbare Gegenstände und gingen leicht verloren. Deshalb waren Nadeletuis zur Aufbewahrung der Nadeln eine Notwendigkeit. Sie sind auf der ganzen Welt anzutreffen. Frühe Nadeletuis waren normalerweise kleine röhrenförmige Behälter aus Elfenbein, Holz, Knochen oder Metall mit eng anliegendem Stopfen oder Schraubdeckelverschluss. Man konnte sie am Gürtel (Chatelaine) befestigen und mit sich herumtragen.
Bereits die Wikinger benutzten röhrenförmige Bronzenadeletuis, wie Funde belegen. In London wurden Knochen-, Leder- und Metallnadeletuis aus dem Mittelalter gefunden. Die Inuit stellten Nadelbehälter aus Knochen oder Elfenbein her. Nadeletuis aus Knochen und Elfenbein und Nadelkegel waren auch im Amerika des 18. Jahrhunderts beliebt. Aufwändige Handarbeiten wie eine Nadelhülle in Froschform im Los Angeles County Museum of Art entstanden im 16. Jahrhundert. Stark verzierte Silber- und Messingnadelkästen sind typisch für die viktorianische Zeit. Zwischen 1869 und 1887 stellte die englische Nadelmanufaktur William Avery & Sohn eine Reihe figürlicher Messingnadelkästen her, die heute hohen Sammlerwert besitzen. Averys Dominanz auf diesem Markt war so stark, dass alle ähnlichen viktorianischen Messingnadeletuis als „Averys“ bezeichnet wurden. In Norddeutschland wurden im 19. Jahrhundert Behälter für Nähnadeln zum Beispiel auch aus Holz hergestellt. Beispiele sind ein Kasten für Nähnadeln in Form eines Ofens und eine Dose für Nadeln eines Segelmachers in Form eines Fisches im Landesmuseum für Kunst und Kulturgeschichte auf Schloss Gottorf in Schleswig.
Neben den industriell gefertigten Nadeletuis stellten viele Frauen ihre eigenen Nadelbücher her. Mit ausgefallenen Stickereien und Applikationen zeigten sie oft ihre große Geschicklichkeit. Allerdings gab es bei diesen Nadelmappen aus Stoff ein Problem: Die Nadeln rosteten sehr schnell. Hier erwiesen sich die dicht verschlossenen Gehäuse im Allgemeinen als geeigneter.

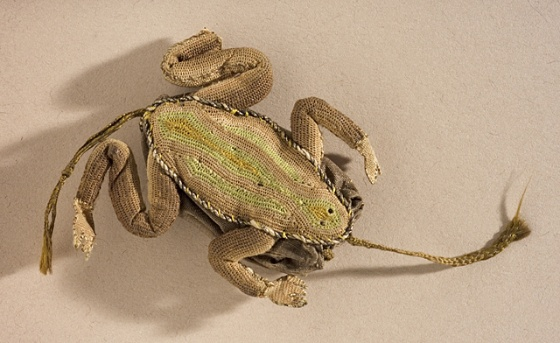
Historisches Nadeletui in Form eines Frosches.
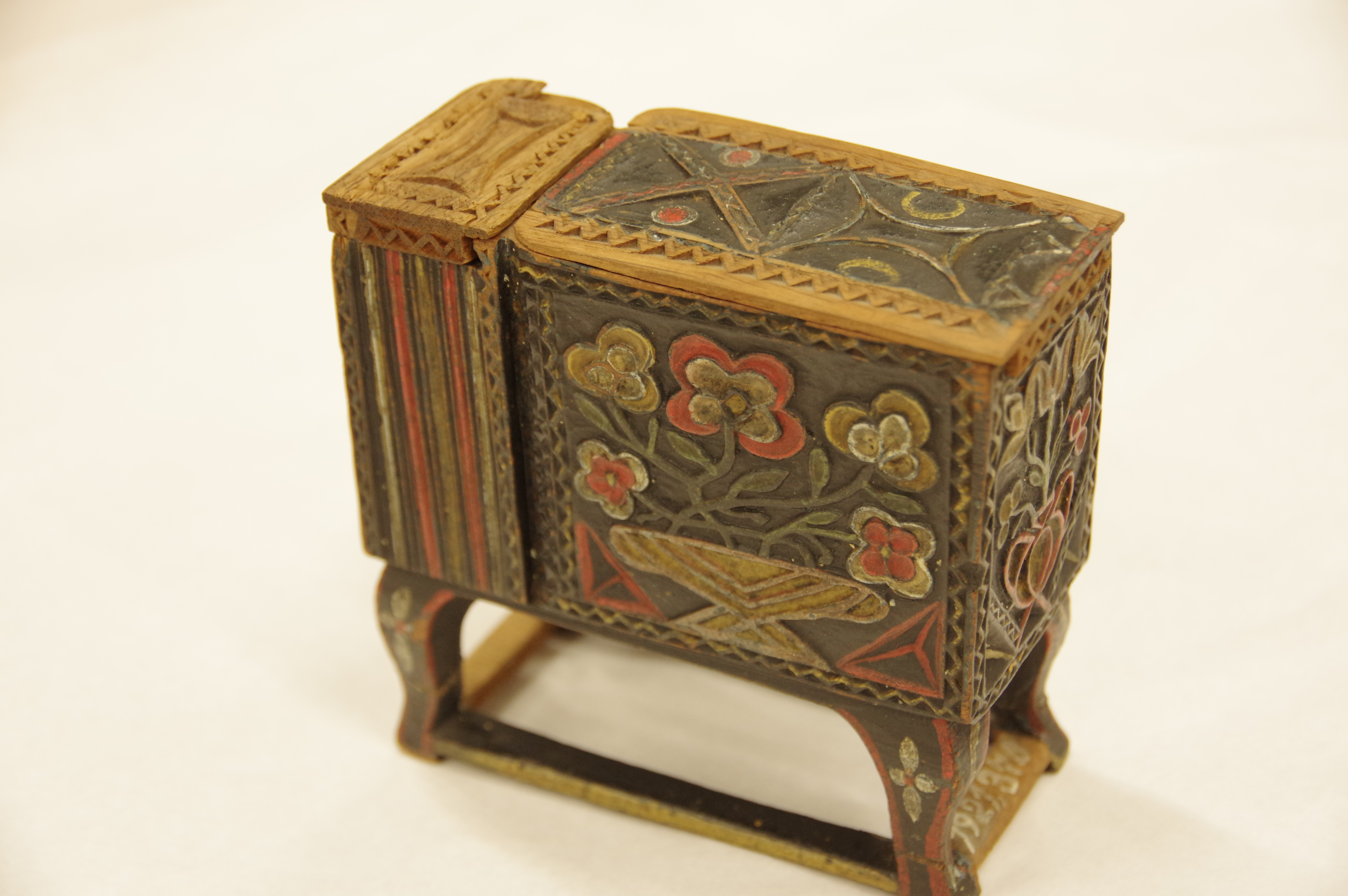
Kasten für Nähnadeln in Form eines Beilegerofens.
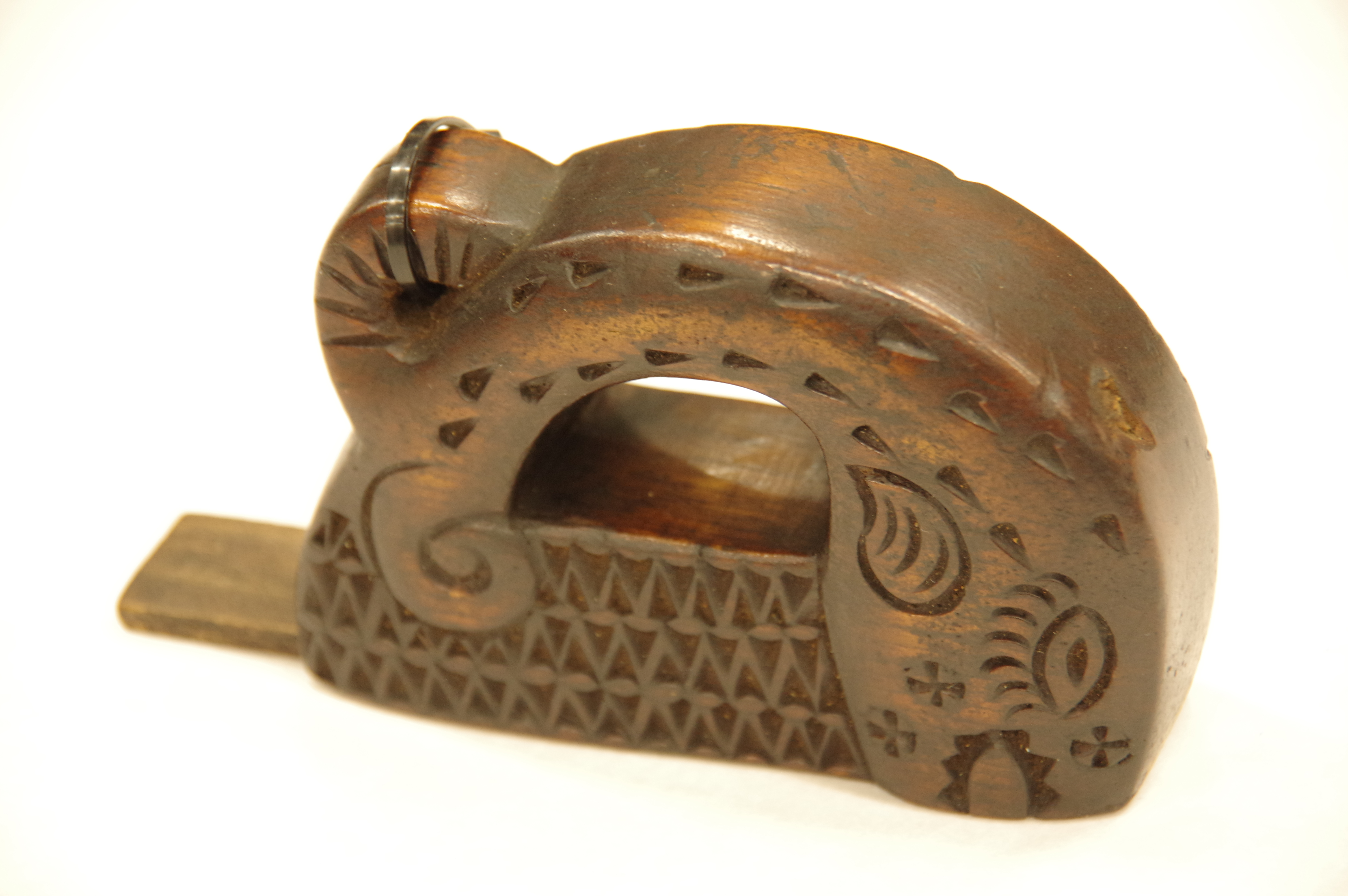
Dose für Nadeln eines Segelmachers (in Form eines Fisches).
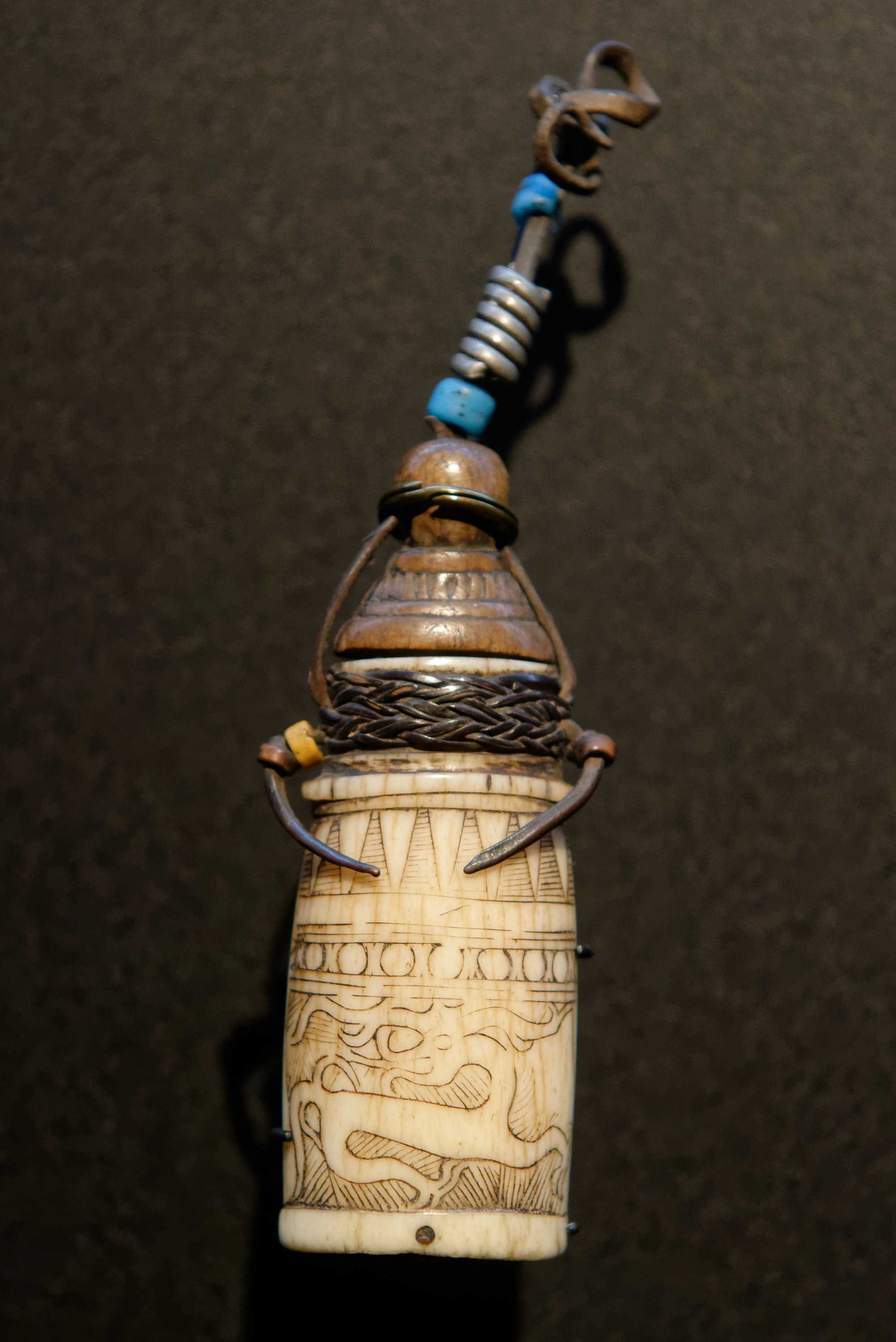
Historisches, russisches röhrenförmiges Nadeletui.
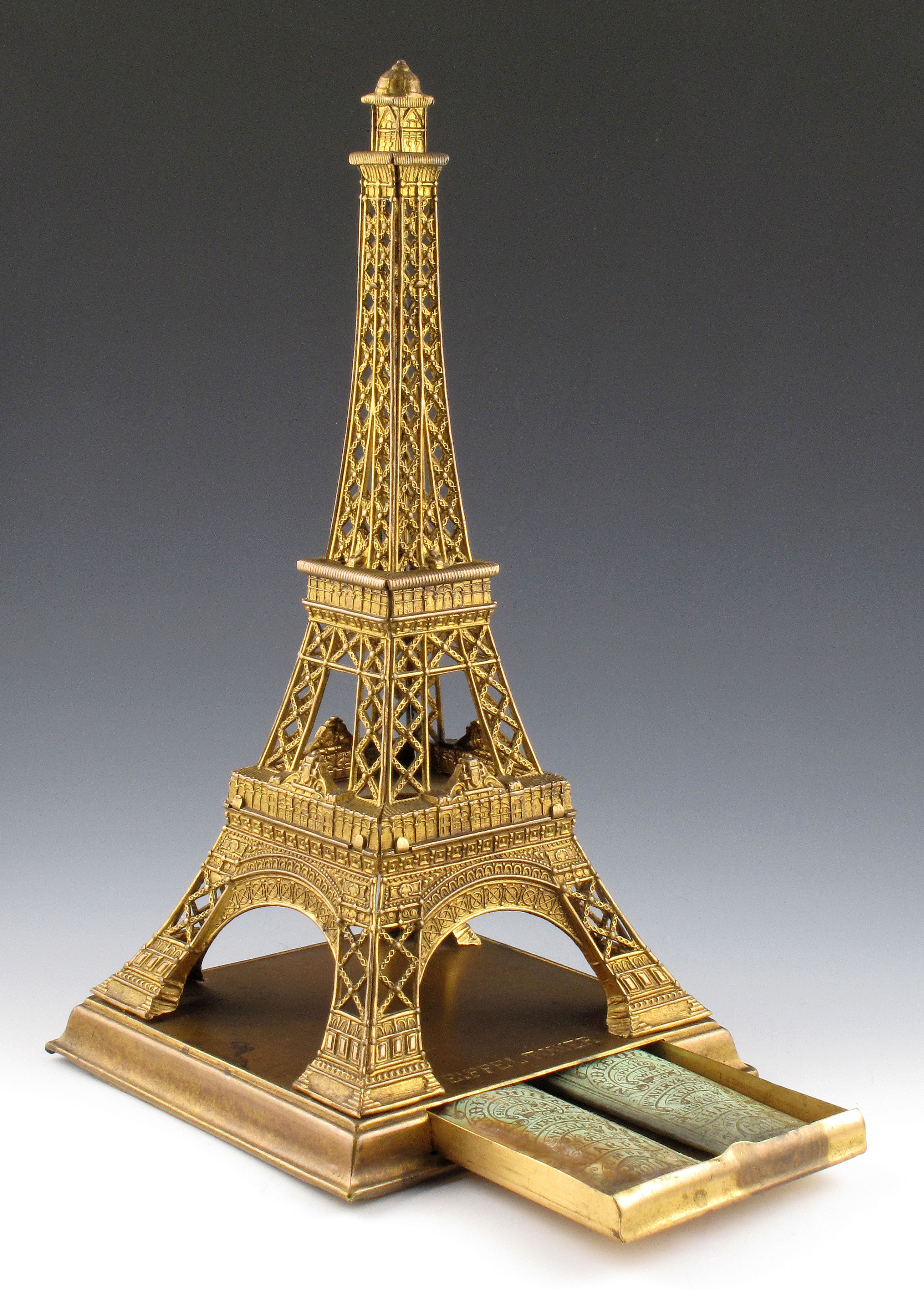
Historisches Nadeletui in Form des Eiffelturms.